# Soyatkalan
Soyatkalan is een nagar panchayat (plaats) in het district Agar Malwa van de Indiase staat Madhya Pradesh. 

## Demografie
Volgens de Indiase volkstelling van 2001 wonen er 13.574 mensen in Soyatkalan, waarvan 51% mannelijk en 49% vrouwelijk is. De plaats heeft een alfabetiseringsgraad van 62%. 